# Grand-Place de Bruxelles
Pour les articles homonymes, voir Grand-Place (homonymie) et Grand-Place de Bruxelles (homonymie).
 (juillet 2016).
Si vous disposez d'ouvrages ou d'articles de référence ou si vous connaissez des sites web de qualité traitant du thème abordé ici, merci de compléter l'article en donnant les références utiles à sa vérifiabilité et en les liant à la section « Notes et références ».
La Grand-Place, Grand Place ou Grand'Place est la place centrale de la ville belge de Bruxelles. Elle est également appelée Grote Markt en néerlandais et Gruute Met en bruxellois.
Mondialement renommée pour sa richesse ornementale, elle est bordée par les Maisons des Corporations, l'hôtel de Ville et la Maison du Roi (Broodhuis en néerlandais). Victor Hugo la considérait comme l'une des plus belles places du monde. Elle a été inscrite en 1998 sur la liste du patrimoine mondial de l'UNESCO,.
Lieu historique, elle a vu se dérouler de nombreux évènements. Entre autres, en 1523, les premiers martyrs protestants, Henri Voes et Jean Van Eschen, y sont brûlés par l'Inquisition. Quarante ans plus tard, les comtes d'Egmont et de Hornes, qui avaient présenté des doléances auprès de Philippe II concernant sa politique aux Pays-Bas, y sont décapités. Cela déclencha le début de la révolte armée contre la domination espagnole, dont Guillaume d'Orange prit la tête.
En août 1695, pendant la guerre de la Ligue d'Augsbourg, la plupart des maisons, dont certaines sont encore construites en bois, sont détruites lors du bombardement de la ville par les troupes françaises commandées par le maréchal de Villeroy. Seules la façade et la tour de l'Hôtel de Ville, qui servait de précieux repère aux artilleurs, et quelques murs en pierre furent préservés des boulets incendiaires. Les maisons entourant la place furent richement reconstruites en pierre par les différentes Corporations. Parmi celles-ci, la maison de la Corporation des Brasseurs abrite aujourd’hui le Musée des Brasseurs.
La Révolution française ruine à nouveau la place. Les premières photos de la Grand-Place montrent une place sans statues et sans dorure. Tout a disparu au XVIIIe siècle. À partir du milieu du XIXe siècle, la valeur patrimoniale de la place est redécouverte. Les façades actuelles sont le résultat d’une grande campagne de restauration de la fin du XIXe siècle et du début du XXe siècle sous l'impulsion du bourgmestre Charles Buls et des édiles bruxellois de l’époque.
Les façades du XIXe siècle de la place actuelle ne sont pas toujours le reflet exact des constructions d’après 1695. Parfois, les restaurateurs manquent d'informations, comme pour le « Roi d’Espagne ». Parfois, l’original ne correspond plus aux idées ni aux besoins du XIXe siècle. Il en est ainsi par exemple de la maison de « l’Étoile » à gauche de l’Hôtel de Ville. Le bâtiment est d’abord rasé pour permettre un élargissement de la rue. Puis, il est reconstruit avec un rez-de-chaussée en colonnade avec une galerie piétonne. La « Maison du Roi » est une œuvre néogothique du XIXe siècle librement inspirée de l'original, qui avait connu une histoire mouvementée et était en mauvais état. Au XVIIe siècle, l’archiduchesse Isabelle l’a fait décorer d’une dédicace à Notre-Dame de la Paix, ce qui ne plait pas trop aux restaurateurs libéraux du XIXe siècle. Par conséquent, on remplace le bâtiment ancien par un nouveau où tous les éléments décoratifs religieux sont remplacés par des éléments politiques.

## Histoire de la place
Au Xe siècle, les ducs de Basse-Lotharingie, ayant construit un château-fort sur une île de la Senne, furent à l'origine de la naissance de Bruxelles. Vers la fin du XIe siècle, près de ce château s'installa un marché en plein air dans un marais asséché (le quartier de la Grand-Place était à l'époque un vaste marécage entouré de bancs de sable) : on l'appela finalement le « Nedermerkt », « le Marché Inférieur ».
L'implantation d'un lieu de marché à cet endroit est sans doute contemporaine du début du développement commercial de la localité. Un écrit daté de 1174 mentionne un marché bas (forum inferius) situé non loin du point à partir duquel la Senne devenait navigable et avait été aménagée pour permettre le chargement de barques (portus). Ce quartier commerçant dépendant de l'église Saint-Nicolas (patron des marchands), se présente alors comme un espace découvert qui occupe l'emplacement d'un ancien marais asséché le long du Steenweg (chaussée), route importante à l'époque, qui relie deux régions prospères, la Flandre et la Rhénanie.

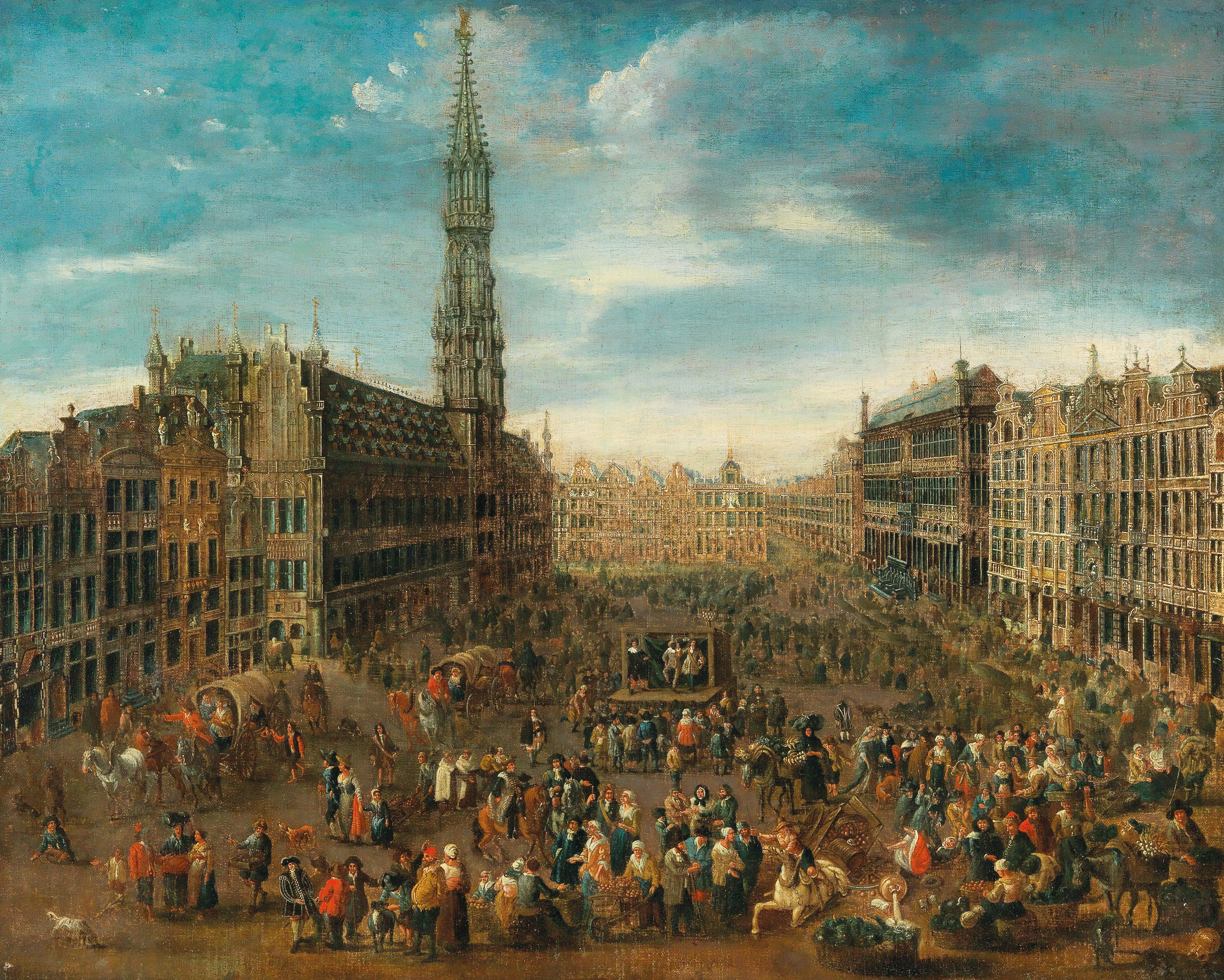
Une scène de marché sur la Grand-Place, après 1700.

Au début du XIIIe siècle sont construites trois halles commerciales entre la place et le steenweg, une halle aux viandes ou Grande Boucherie, face au quartier des bouchers, et côté place, une halle au pain et une halle aux draps. Ces halles, qui appartiennent au duc de Brabant, permettent d'exposer la marchandise à l'abri des intempéries et de contrôler son entreposage et sa vente afin de percevoir les taxes. Les aménagements de la place à partir du début du XIVe siècle marquent l'émergence de l'importance des autorités de la ville, constituées par les marchands et les métiers, face à l'autorité des seigneurs. À court d'argent, le duc cède progressivement contre payement une partie de ses prérogatives quant au contrôle du commerce et des moulins au Magistrat, conseil de la Ville. La ville de Bruxelles, qui est également en concurrence avec les villes voisines de Malines et Louvain, fait d'abord construire à ses frais en 1362 une nouvelle et vaste halle aux draps, de l'autre côté de la place, puis rachète pour les démolir les maisons et boutiques qui encombrent la place et en définit les limites. La construction de l'Hôtel de Ville en plusieurs phases entre 1401 et 1455 transforme la place en siège du pouvoir municipal, répondant au pouvoir central symbolisé par le palais du Coudenberg. En face de l'Hôtel de Ville, le pouvoir du duc reste cependant présent : l'ancienne halle au pain prend le nom de Maison du Roi parce que c'est là que l'on paye l'impôt princier depuis 1406. Autour de la place sont construites les maisons de quelques riches négociants et, surtout, des corporations dont l'influence est de plus en plus importante. Pour la plupart en bois, certaines de ces maisons sont reconstruites en pierre au cours du XVIIe siècle.

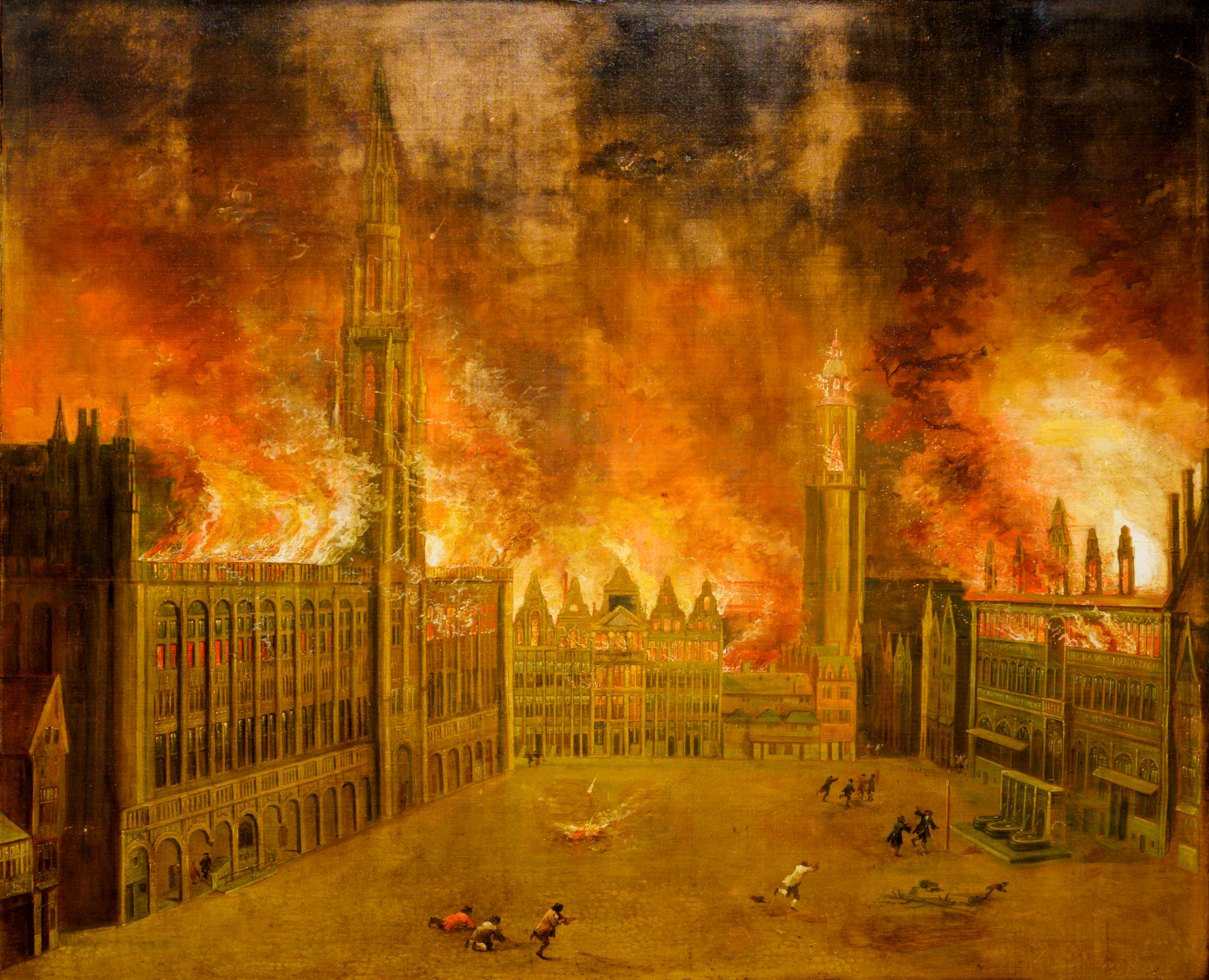
La Grand-Place en feu lors du bombardement de Bruxelles en 1695.

Après le bombardement et l'incendie de Bruxelles de 1695 qui la détruit presque entièrement, la place est reconstruite en quelques années.
Au cours des deux siècles suivants, la place aura à subir d'importantes dégradations. À la fin du XVIIIe siècle, les sans-culotte détruisent une bonne partie des symboles et statues de l'Ancien Régime. Par la suite les bâtiments seront victimes de transformations et de rénovations malheureuses (façades stuquée et blanchies, décorations supprimées, etc.) ainsi que de la pollution. Sous l'impulsion du bourgmestre Charles Buls, l'ensemble sera progressivement restauré ou reconstruit, grâce aux plans et représentations de l'époque de la reconstruction.
Au centre de la place sera installée en 1856 une fontaine monumentale en commémoration du vingt-cinquième anniversaire du règne de Léopold Ier. Elle sera remplacée en 1864 par la fontaine des comtes d'Egmont et de Hornes, érigée devant la Maison du Roi. Cette fontaine, surmontée des statues des comtes d'Egmont et de Hornes décapités à cet endroit, sera déplacée au petit Sablon. Trente ans plus tard, à la Belle Époque, un kiosque à musique y sera construit.
La Place du Grand-Marché a conservé sa fonction séculaire de marché matinal jusqu'au 19 novembre 1959. En 1972, la municipalité bruxelloise a interdit le stationnement sur la Grand-Place. Le contour final de la zone piétonne, avec ses rues environnantes, date de 1991.

## L'Hôtel de Ville

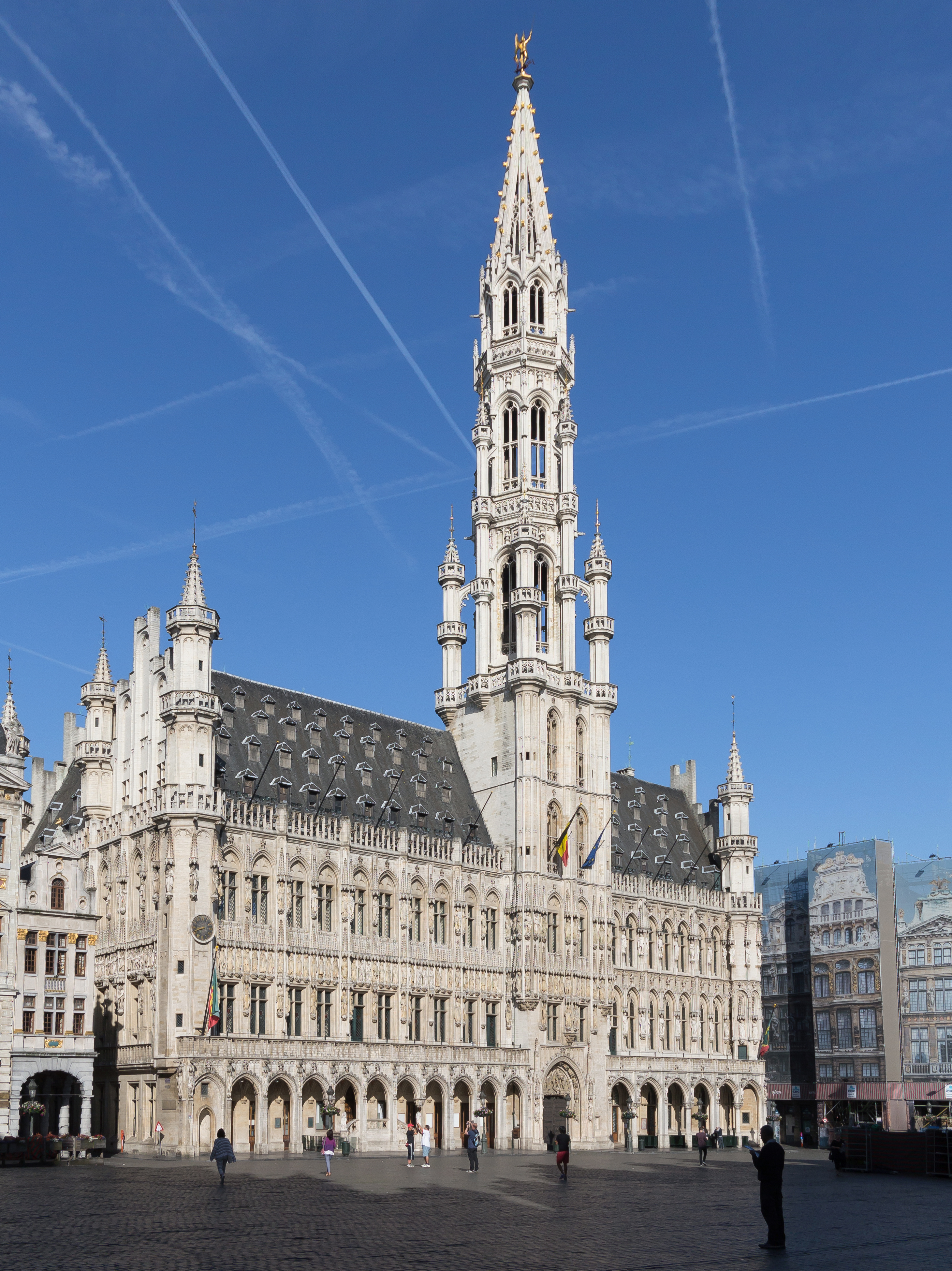
L'Hôtel de Ville.

L'Hôtel de Ville a été construit entre 1402 et 1455. Il est le seul témoin architectural de la place du Moyen Âge.
L'architecte et concepteur en est probablement le bourguignon Jean Bornoy avec lequel collaborait Jacques van Thienen.
Le jeune Charles le Téméraire posa en 1444 la première pierre de l'aile droite dont le nom de l'architecte est inconnu, certains pensent que l'architecte en serait Guillaume (Willem) de Voghel qui était l'architecte de la ville de Bruxelles en 1452 et qui fut à cette date l'auteur de la Magna Aula du palais de Philippe le Bon.
La tour de style gothique de 96 mètres est due à l'architecte Jean van Ruysbroeck. À son sommet se trouve une statue de saint Michel, le patron de Bruxelles, terrassant le démon. Contrairement à ce que l'on pourrait croire, la tour n'est pas un beffroi. Elle n'a jamais accueilli de carillon et n'a jamais eu d'autre fonction que décorative. Bruxelles possédait un beffroi situé à quelques dizaines de mètres de la Grand-Place, qui s'effondra en 1714.
À noter l'asymétrie de l'Hôtel de ville (voir photo au début de l'article à droite). En effet, la tour ne se trouve pas exactement au milieu de l'édifice et la partie de gauche et celle de droite ne sont pas identiques. Une vieille légende connue des Bruxellois veut que l'architecte qui a conçu le bâtiment s'est suicidé en se jetant du sommet de la tour après s'être rendu compte de cette « erreur » architecturale. En fait les deux parties n'ont pas été construites ensemble.

## La Maison du Roi

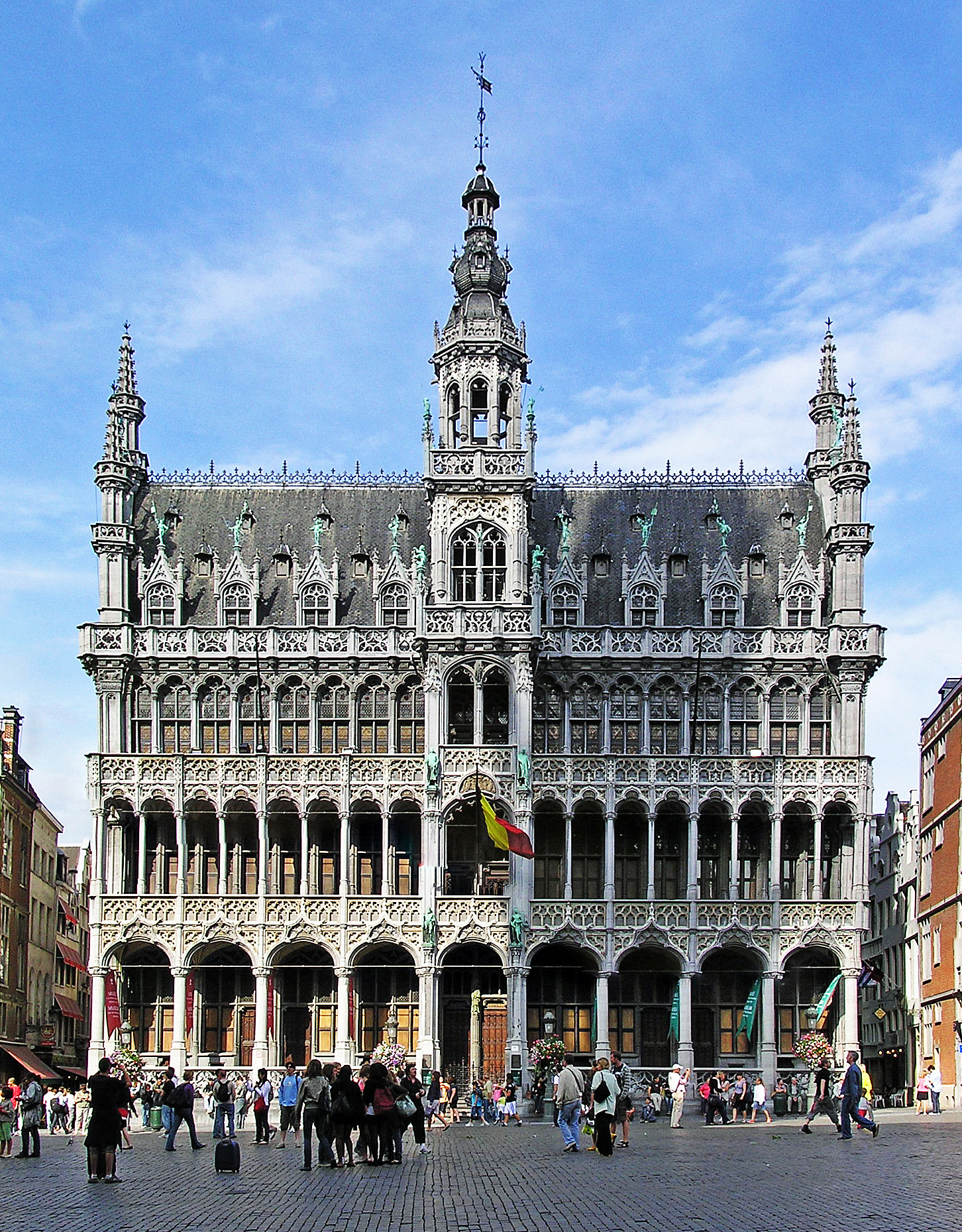
La Maison du Roi.

La Maison du Roi était dès le XIIe siècle un bâtiment en bois où l'on vendait le pain, d'où le nom qu'il a conservé en néerlandais, broodhuis (maison du pain). Il a été remplacé au XVe siècle par un bâtiment en pierre qui abritait les services administratifs du duc de Brabant, c'est-à-dire le bureau du Receveur général du Domaine de Brabant. Raison pour laquelle on l'appela Maison du Duc, et quand ce même duc devint roi d'Espagne, Maison du Roi. Charles Quint le fit à son tour reconstruire en style gothique tardif, fort semblable à celui que l'on peut voir actuellement, quoique sans tours ni galeries. En raison des dégâts subis au cours du temps, notamment lors du bombardement de 1695, la ville le fit reconstruire en 1873 dans le style néo-gothique.
Le bâtiment, dont l'intérieur a été rénové en 1985, abrite le musée de la ville depuis 1887.

## Les maisons de la Grand-Place

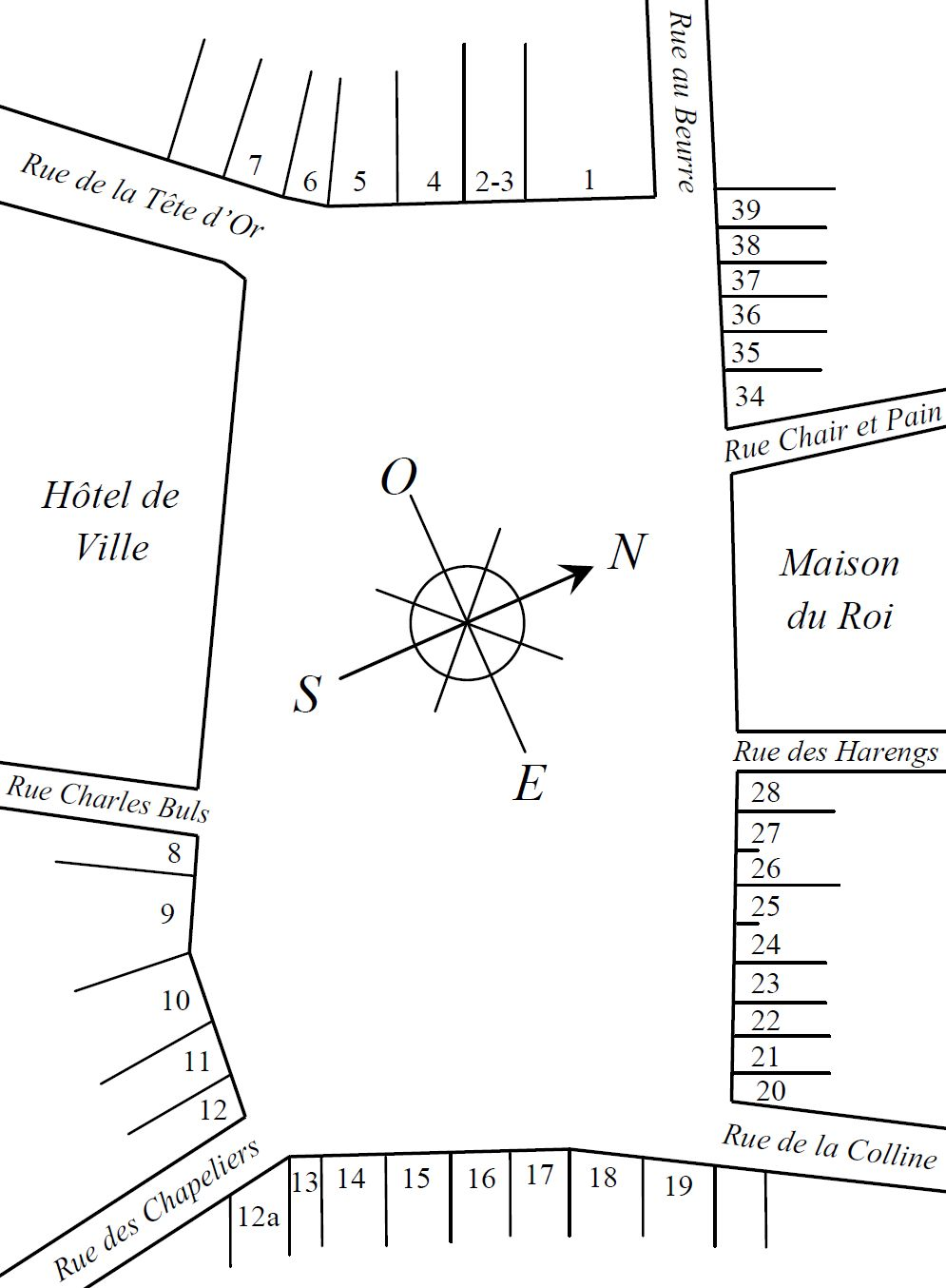
Situation des maisons de la Grand-Place.

### Entre la rue de la Tête d'or et la rue au Beurre (ouest)

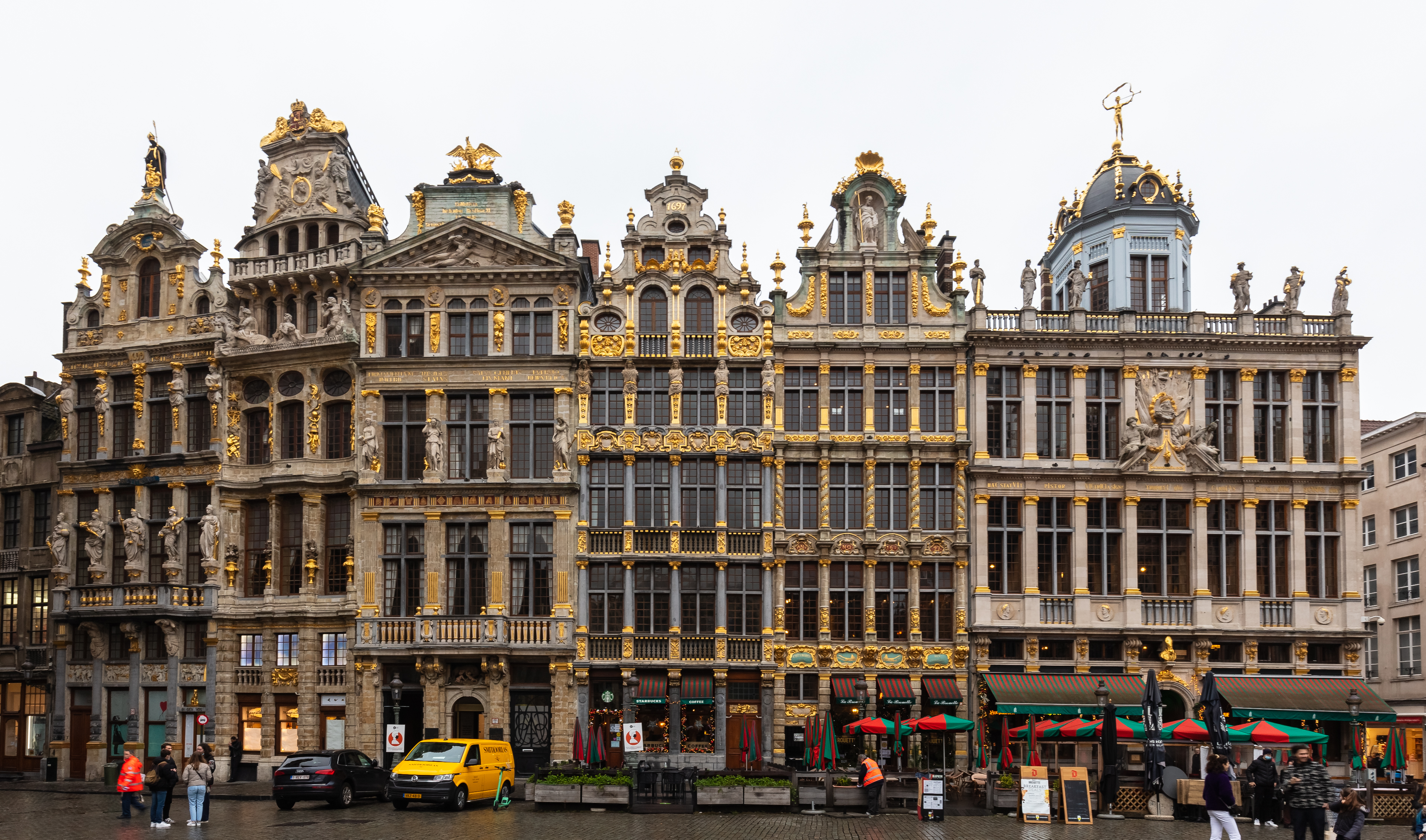
De droite à gauche : Le Roy d'Espagne, La Brouette, Le Sac, La Louve, Le Cornet, Le Renard.

- no 1 : Le Roy d'Espagne, Maison de la Corporation des Boulangers, construite en 1696 à l'origine les trois travées à droite de l'entrée constituaient une maison indépendante (Saint-Jacques), accessible par une porte située rue au Beurre. Le bâtiment très altéré fut entièrement reconstruit en 1901-1902. Il est orné de bustes de St Aubert (patron des boulangers) et de Charles II d'Espagne.
- no 2-3 : La Brouette, Maison de la Corporation des Graissiers depuis le XVe siècle, construite en pierre en 1644, la façade résiste en partie au bombardement et est reconstruite en 1697 sous la direction de Jean Cosyn. Décorée par la statue de saint Gilles (patron des graissiers), elle est restaurée en 1912, la porte de gauche s'ouvrait sur une ruelle aujourd’hui disparue qui donnait rue au Beurre.
- no 4 : Le Sac, Maison de la Corporation des Ébénistes, dont les outils décorent la façade, depuis le XVe siècle, construite en pierre en 1644 en partie épargnée par le bombardement elle est reconstruite par l'architecte ébéniste Antoine Pastorana en 1697. Les sculpteurs en sont : Pierre van Dievoet et Laurent Merkaert. La partie inférieure du Sac, avec l'enseigne sculptée (1644) ne fut pas démolie lors du bombardement et c'est à partir du troisième étage que débute la reconstruction par l'architecte Antoine Pastorana en 1697. C'est donc à partir de cet étage que commencent les sculptures de van Dievoet et Merkaert : un gâble très orné, des torchères et des vases aux angles, au sommet un globe sur lequel est placé un compas et sur le plein cintre des fenêtres, de lourdes guirlandes de fleurs et de fruits et une coquille, la frise du troisième étage est composée de cartouches dont trois rehaussées de têtes d'anges. Il s'agit d'un gâble typiquement bruxellois. Cette maison fut restaurée en 1912 par l'architecte Jean Seghers et les cariatides actuelles sont l’œuvre du sculpteur Édouard Marchant (1852).
- no 5 : La Louve, Maison du Serment des Archers construite en 1690 par Pierre Herbosch, en 1696 la façade est reconstruite avec une corniche horizontale, surmontée d'un socle où est placé un Phénix renaissant de ses cendres et surgissant des flammes, symbole de la reconstruction de la ville après le bombardement. Le fronton décoré d'un Apollon suivant les dessins d'origine est rétabli en 1890-1892 par l'architecte de la ville de Bruxelles, Victor Jamaer, le bas-relief représente Romulus et Rémus allaités par la Louve.
- no 6 : Le Cornet Maison de la Corporation des Bateliers depuis le XVe siècle, reconstruite en 1697 par Antoine Pastorana qui dessine son pignon en forme de poupe de navire. Les sculptures sont de Pierre van Dievoet, et par contrat passé le 3 avril 1697, les doyens du Métier des Bateliers confièrent à Pierre van Dievoet l'exécution de toute la sculpture de la façade. Restaurée de 1899 à 1902.
- no 7 : Le Renard, Maison de la Corporation des Merciers depuis le XVe siècle, reconstruite en 1699 bas-reliefs au-dessus du rez-de-chaussée, allégories des quatre continents, au sommet statue de saint Nicolas, patron des merciers.

### Entre la rue Charles Buls et la rue des Chapeliers (sud)

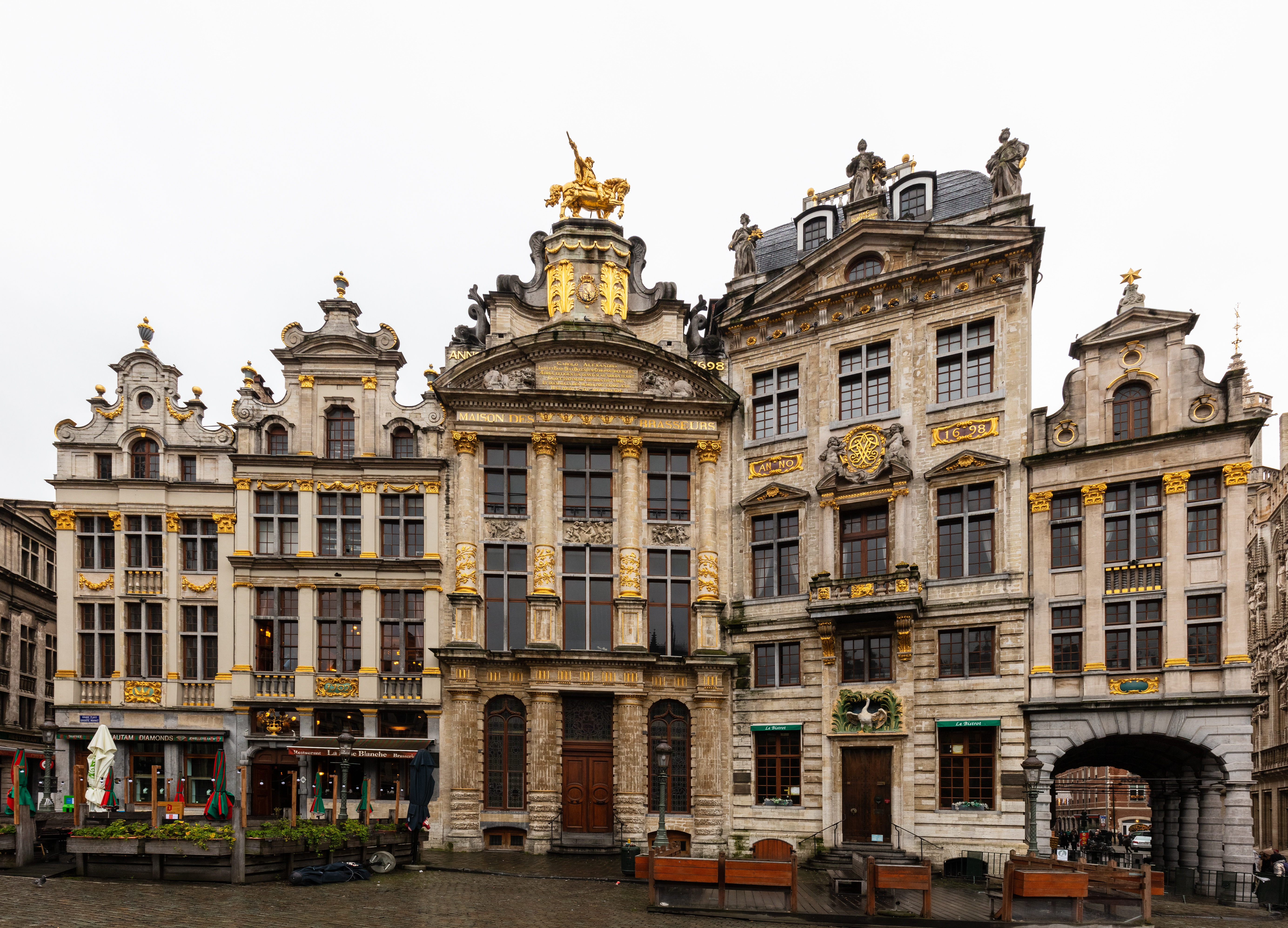
De droite à gauche : L'Étoile, Le Cygne, L'Arbre d'Or, La Rose, Le Mont Thabor.

- no 8 : L'Étoile, Maison de l'amman reconstruite en 1695. Elle est démolie en 1852 avec tout un côté de la rue dont elle occupe l'angle, et qui s'appelait alors rue de l'Étoile, pour permettre le passage d'un tramway à traction chevaline. Reconstruite en 1897 à l'initiative de Charles Buls en substituant une colonnade au rez-de-chaussée, elle devient une annexe de la maison voisine. La rue est rebaptisée en l'honneur du bourgmestre et une plaque en est apposée sous la maison en hommage à ce dernier et aux bâtisseurs de la Grand-Place, à côté du monument à Éverard t'Serclaes.
- no 9 : Le Cygne, maison bourgeoise reconstruite en 1698 par le financier Pierre Fariseau qui fait placer son monogramme au centre de la façade qui ne reprend pas les trois étages classiques. Elle est achetée en 1720 la corporation des Bouchers qui fait modifier la partie supérieure. Restauration entre 1896 et 1904. Le congrès de fondation du Parti ouvrier belge s'y est tenu en avril 1885. Karl Marx y écrit le manifeste du parti communiste.
- no 10 : L'Arbre d'or, Maison de la Corporation des Brasseurs (aménagée aujourd’hui en musée de la brasserie). Datée de 1696 et restaurée en 1901. Ornée de sculptures par Marc de Vos et Pierre van Dievoet. Lors de la construction de cette demeure, l’architecte Guillaume de Bruyn prononça la phrase célèbre : « Vous avez eu la conscience de travailler pour l'éternité ! ». Cette maison est surmontée par la statue équestre de Charles Alexandre de Lorraine qui fut installée en 1752 en remplacement de celle de Maximilien-Emmanuel de Bavière gouverneur lors de la reconstruction de Bruxelles.
- no 11 : La Rose, maison particulière reconstruite en 1702, restaurée en 1901.
- no 12 : Le Mont Thabor, maison particulière reconstruite en 1699 et restaurée en 1885.

### Entre la rue des Chapeliers et la rue de la Colline (est)

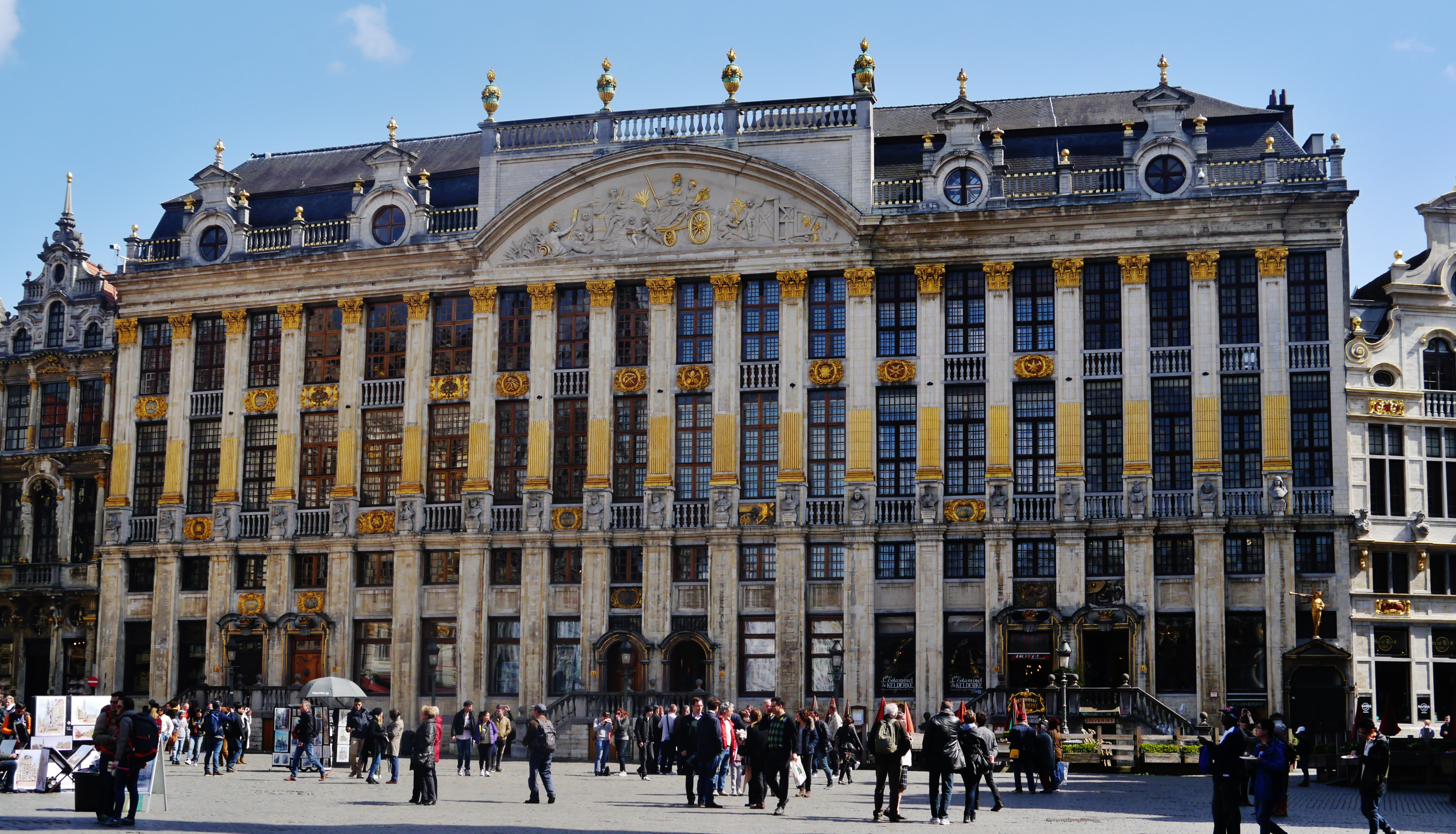
De droite à gauche : Alsemberg, Maison des ducs de Brabant et rue de la Colline : La Balance.

- no 12a (anciennement no 2-4 rue des Chapeliers) : Alsemberg, maison particulière construite en 1699 portail en pierre bleue portant la marque du tailleur de pierre et grand oculus sur le pignon.
- no 13-19 : Maison des Ducs de Brabant, ensemble de sept maisons regroupées derrière une même façade monumentale dessinée par Guillaume de Bruyn et modifiée en 1770, appelée ainsi à cause des bustes de ducs de Brabant qui l'ornent. Restaurée entre 1881 et 1890.
  - no 13 : La Renommée
  - no 14 : L'Ermitage
  - no 15 : La Fortune
  - no 16 : Le Moulin à vent, Maison de la Corporation des Meuniers
  - no 17 : Le Pot d'étain, Maison de la Corporation des Charpentiers et Charrons
  - no 18 : La Colline, Maison de la Corporation des Quatre Couronnés (sculpteurs, maçons, tailleurs de pierre et ardoisiers)
  - no 19 : La Bourse

### Entre la rue de la Colline et la rue des Harengs (nord-est)

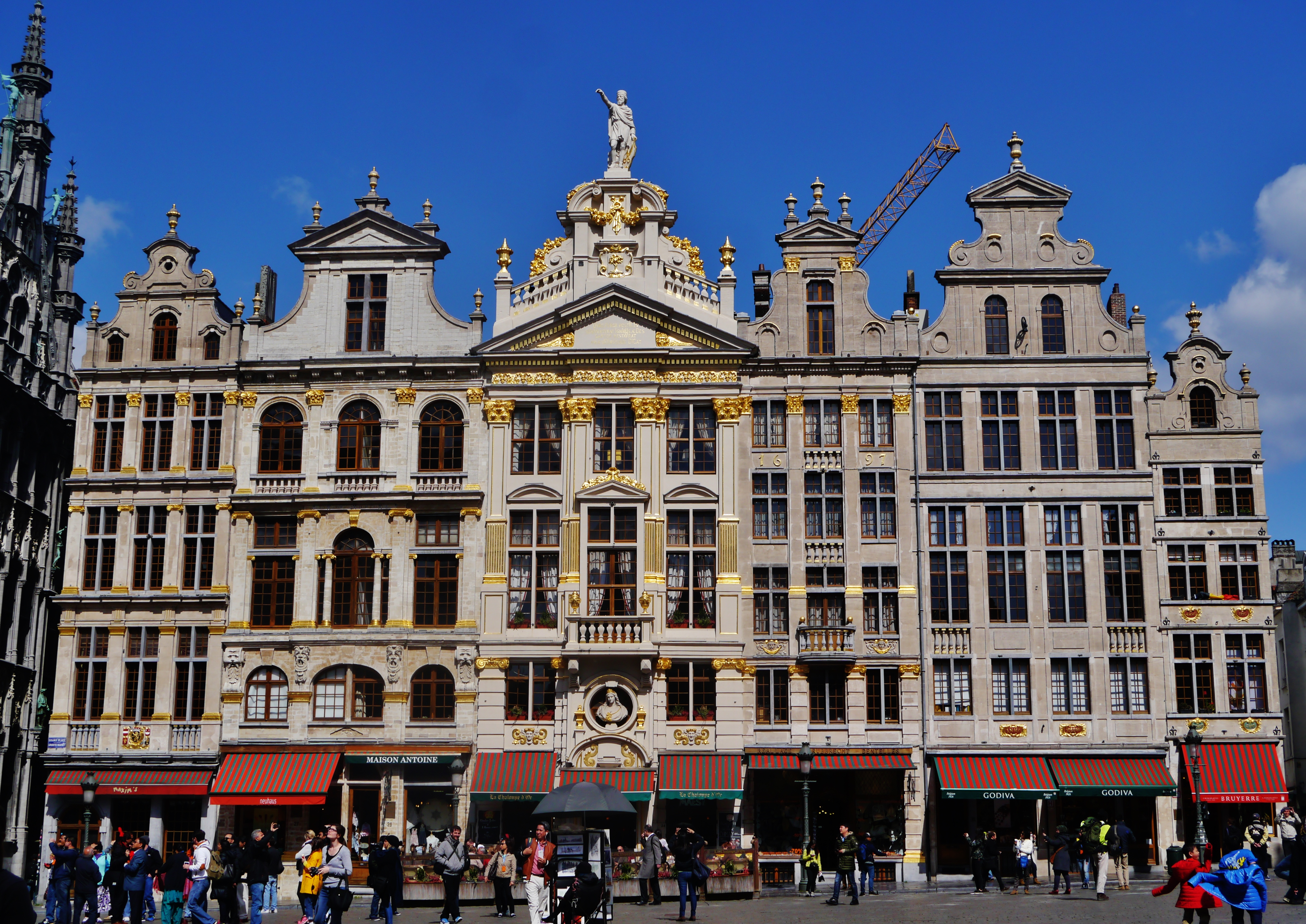
De droite à gauche : Le Cerf volant, Joseph et Anne (sous une seule façade), L'Ange, La Chaloupe d'or, Le Pigeon, Le Marchand d'or.

- no 20 : Le Cerf, maison particulière façade reconstruite en 1710 et restaurée en 1897
- no 21-22 : Joseph et Anne, deux maisons particulières sous une seule façade, le pignon détruit au XIXe siècle est reconstruit en 1897 d'après une aquarelle de 1729 de Ferdinand-Joseph De Rons.
- no 23 : L'Ange, maison particulière du marchand Jan De Vos reconstruite en 1697 sur un dessin de Guillaume de Bruyn qui refit le style italo-flamand. La façade dénaturée, est reconstituée en 1897 d'après des images anciennes.
- no 24-25 : La Chaloupe d'Or, Maison de la corporation des Tailleurs dessinée par Guillaume de Bruyn en 1697, elle devait être le centre d'une façade monumentale couvrant tout le côté nord-est, ce qui sera refusé par les propriétaires des maisons voisines. Elle est surmontée de la statue de Saint Hommebon de Crémone, patron des tailleurs. Les sculptures sont l'œuvre de Pierre van Dievoet, qui exécuta également pour la Corporation des Tailleurs, des « keerse », c'est-à-dire des enseignes richement sculptées qui étaient portées par les membres des corporations lors des processions. L'actuel buste de sainte Barbe au-dessus de la porte d'entrée est l'œuvre de Godefroid Van den Kerckhove (1872).
- no 26-27 : Le Pigeon, depuis le XVe siècle, était la propriété de la Corporation des peintres qui la vend en 1697 au tailleur de pierre et architecte Pierre Simon, considéré comme l'auteur de la façade. Elle abrita Victor Hugo en 1851[1] et sera restaurée en 1908.
- no 28 : Le Marchand d'or, maison particulière du faïencier Corneille Mombaerts, reconstruite en 1709 et restaurée en 1882.

### Entre la rue Chair et Pain et la rue au Beurre (nord-ouest)

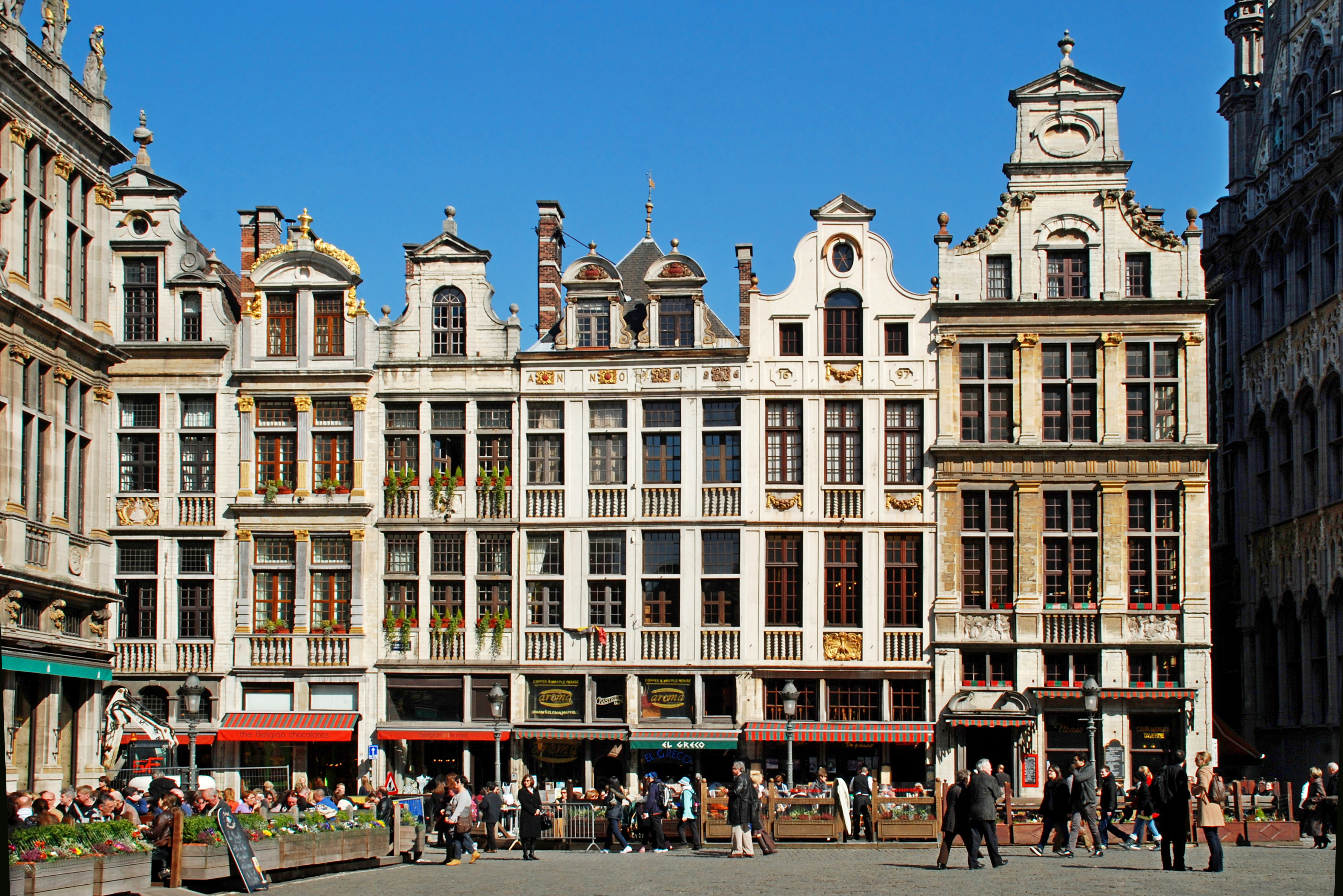
De droite à gauche : Le Heaume, Le Paon, Le Chêne et Le Samaritain (sous une seule façade), Sainte-Barbe, L'Âne, et une maison particulière (début de la rue au Beurre).

- no 34 : Le Heaume, maison particulière. Selon Guillaume Des Marez, l'architecte en est Pierre van Dievoet. Elle fut fort restaurée en 1920
- no 35 : Le Paon, surmonté du pignon caractéristique des maisons du XVIIIe siècle, restaurée en 1882.
- no 36-37 : Le Petit Renard (ou Le Samaritain) et Le Chêne, deux maisons datées de 1696 et restaurées en 1884-1886.
- no 38 : Sainte-Barbe, maison particulière construite en 1696
- no 39 : L'Âne, maison particulière restaurée en 1916

## Les inscriptions latines

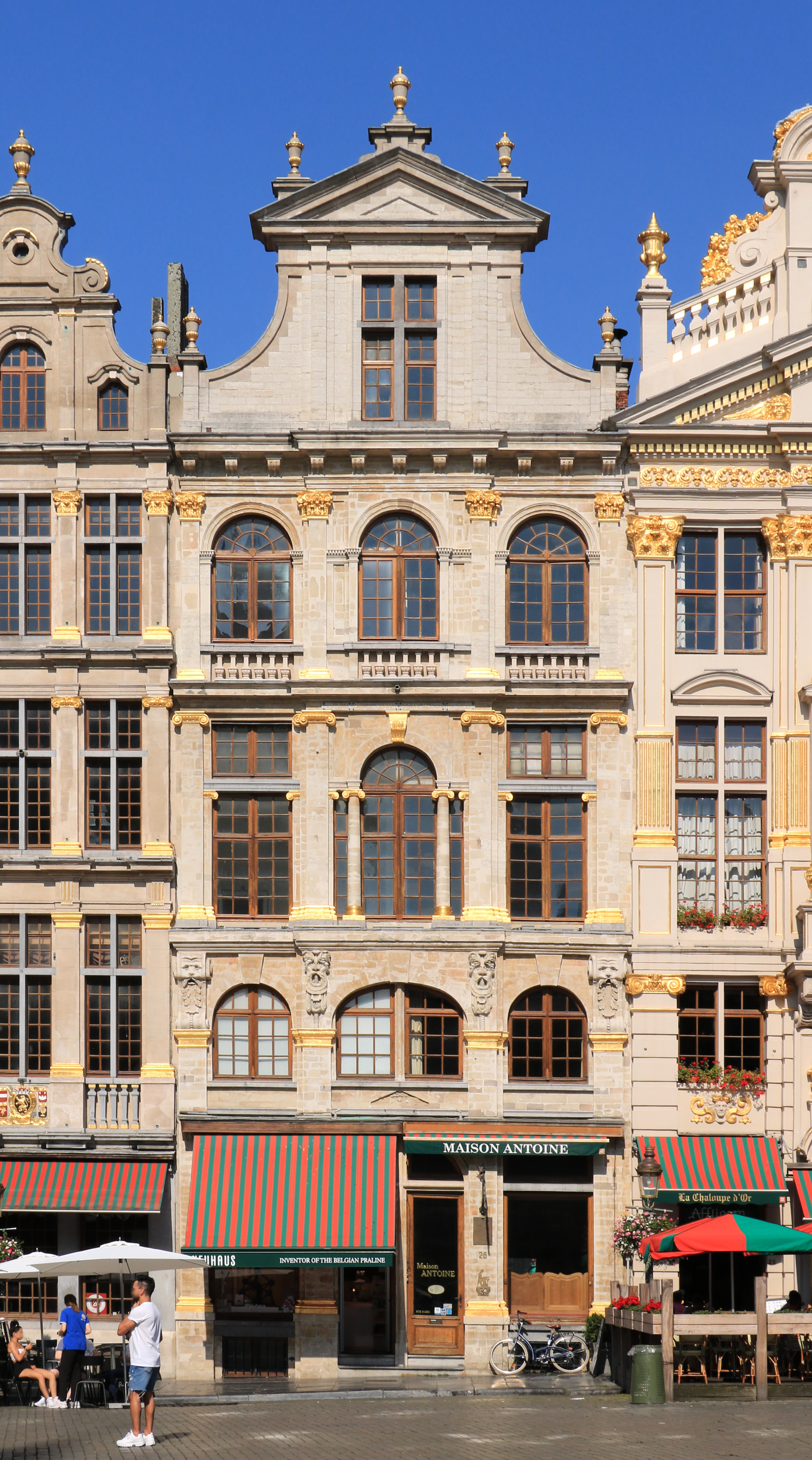
Maison de Victor Hugo en exil au no 26-27 (Maison du Pigeon).

De nombreux poèmes latins ornent les maisons de la Grand-Place : il s'agit de poèmes élégiaques ou de chronogrammes très ingénieux qui sont l'œuvre d'un brillant poète latin de l'époque Petrus van der Borcht (1676-1739) qui mourut à Neigem. Remarquons qu'à la même époque, à Paris, le poète Santeul avait orné également de distiques latins les fontaines de Paris.

## Les créateurs de la Grand-Place
La biographie et les œuvres des artistes, la plupart bruxellois ou formés à Bruxelles, qui ont contribué à sa réalisation après le bombardement de Bruxelles de 1695 restent méconnus et insuffisamment étudiés : Jean Cosyn, Guillaume de Bruyn, Marc de Vos, Pierre Herbosch, Antoine Pastorana, Pierre-Denis Plumier, Jean van Delen, Gilles van den Eynde, Pierre van Dievoet, Corneille van Nerven, Jacques Walckiers et autres…

## Le tapis de fleurs de la Grand-Place
Ainsi, chaque année paire, le week-end du 15 août, la Grand-Place est recouverte d'un tapis de fleurs géant (25 × 75 mètres) composé de plus de 500 000 plants de bégonias.

Le tapis de fleurs
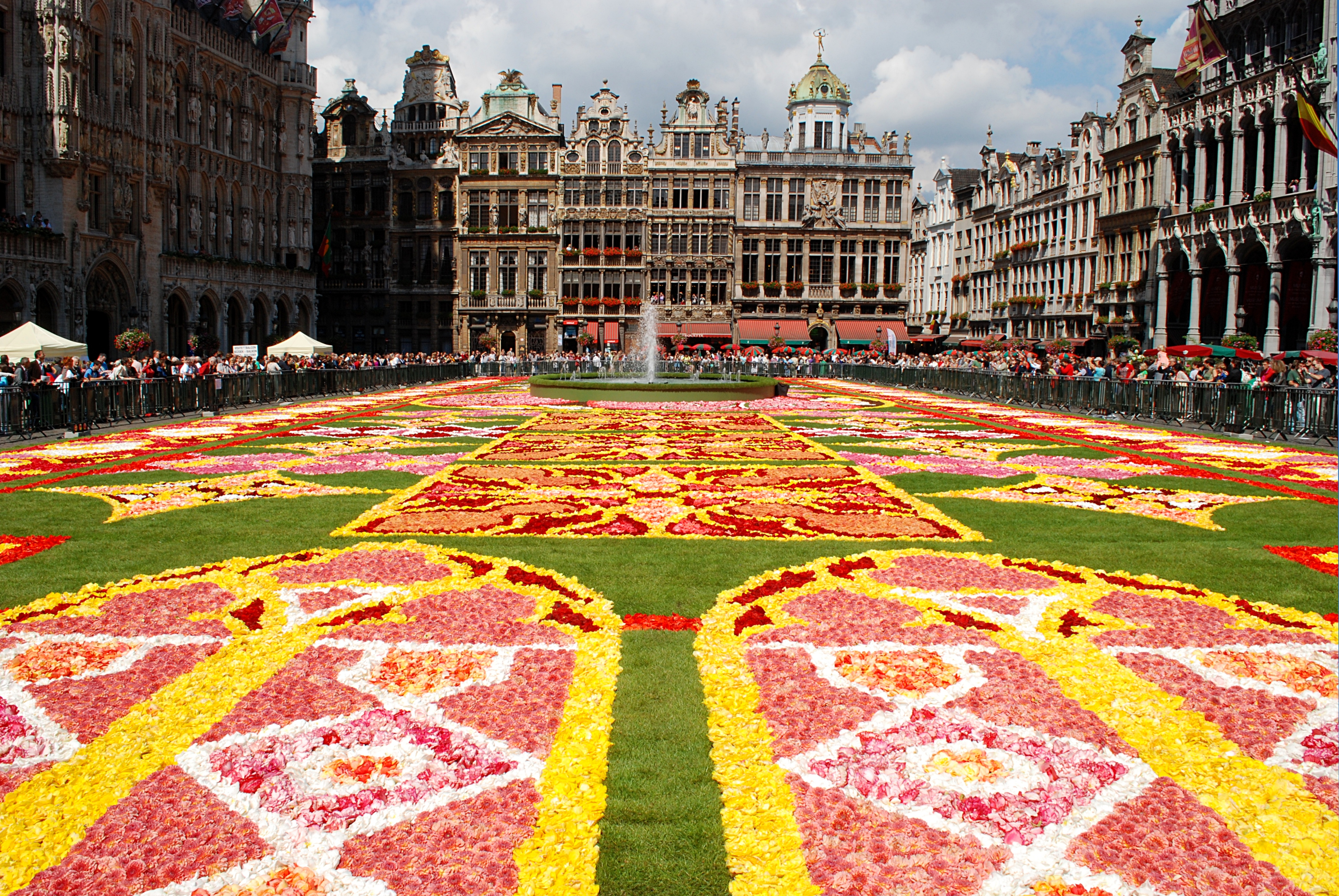
En 2010.
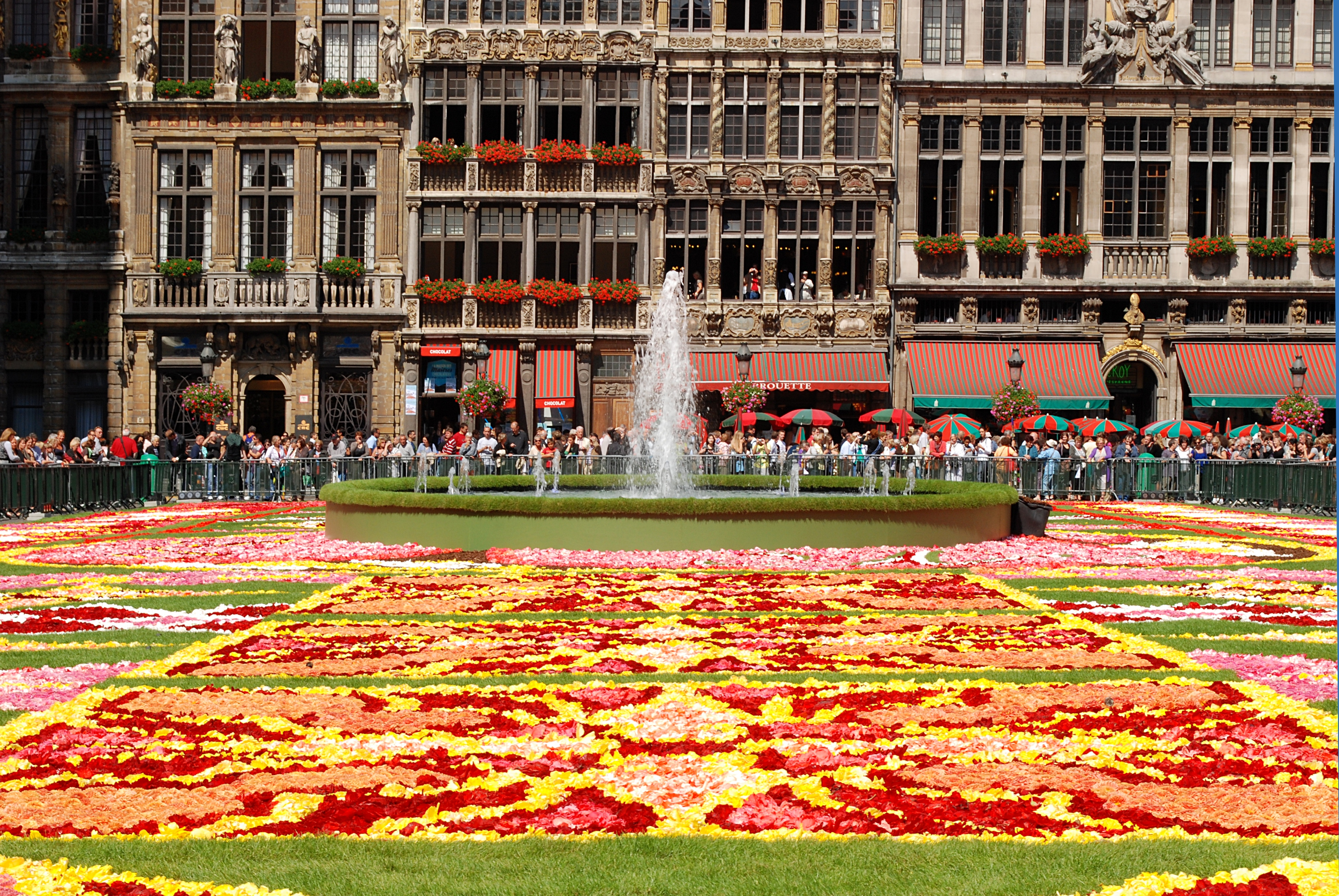
En 2010
La Grand-Place et le tapis de fleur en 2016.
Le tapis de fleurs en 2018.

## La Grand-Place dans les arts

### Bande dessinée
La Grande-Place est représentée, page 50, dans l'album Le Dernier Pharaon, paru en 2019, de la série Blake et Mortimer, scénarisé par Jaco Van Dormael, Thomas Gunzig et François Schuiten, dessiné par ce dernier et colorisé par Laurent Durieux ; les personnages du professeur Philip Mortimer, de Lisa et de Luna y sont à bord d'une barque — moyen approprié pour circuler dans cette partie de Bruxelles qui, dans l'intrigue,  est inondée — qui manque de justesse de chavirer à cause d'un basilosaurus qui plonge sous l'embarcation.

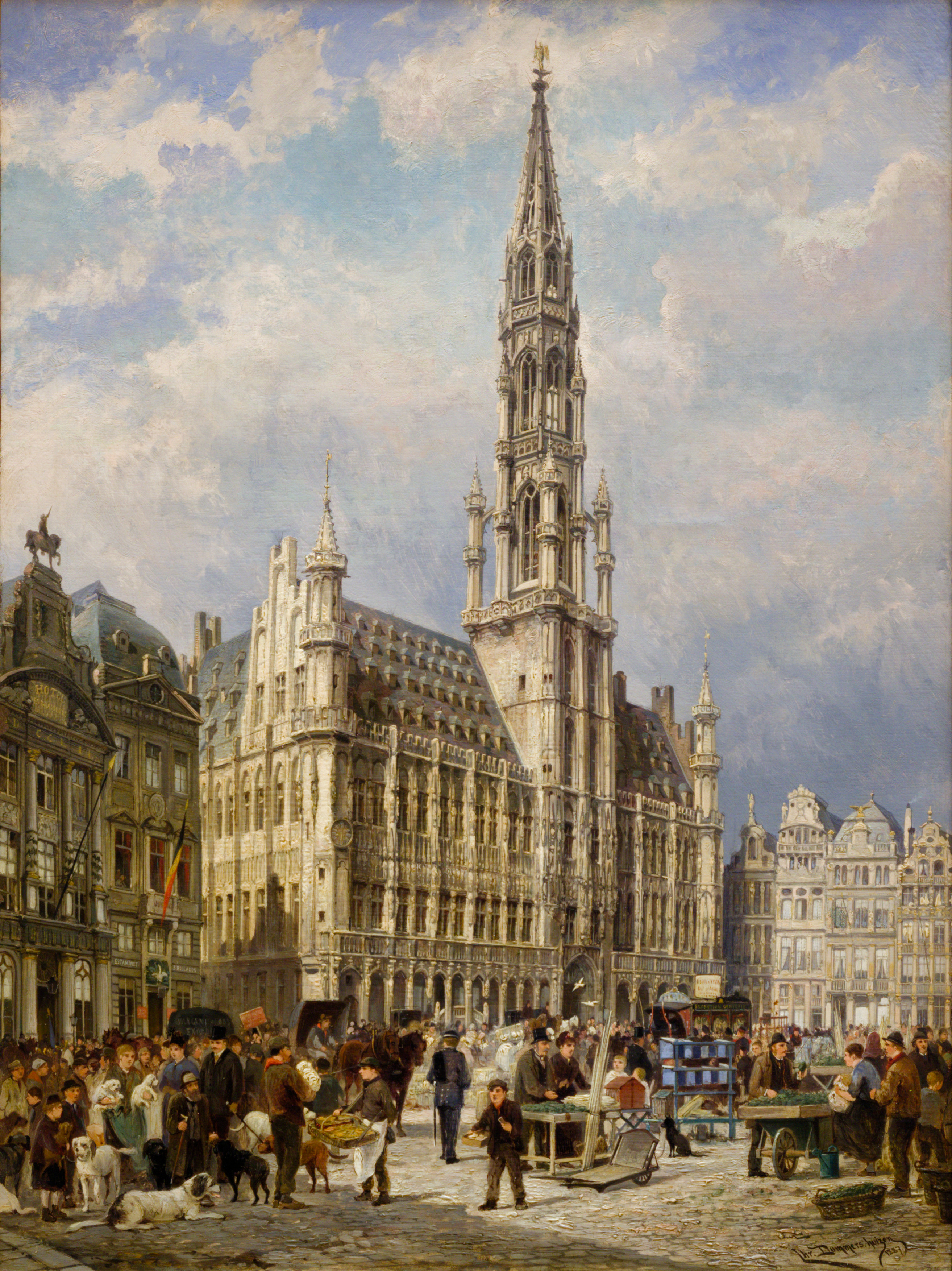
La Grand-Place de Bruxelles, peinture de Cornelis Christiaan Dommersen, 1887.
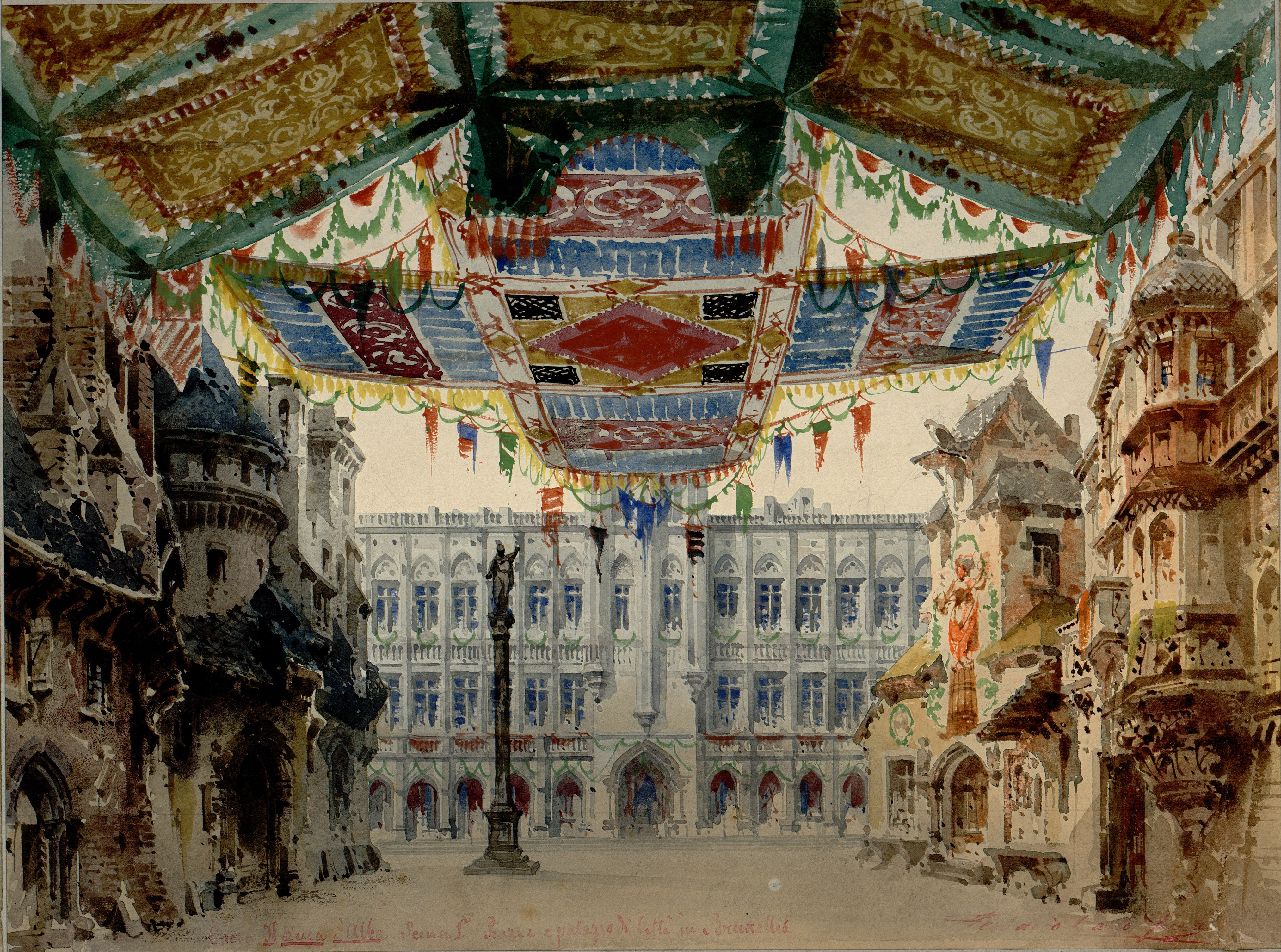
La Grand-Place et l'Hôtel de ville de Bruxelles, scénographie pour la première du Duc d'Albe de Gaetano Donizetti.
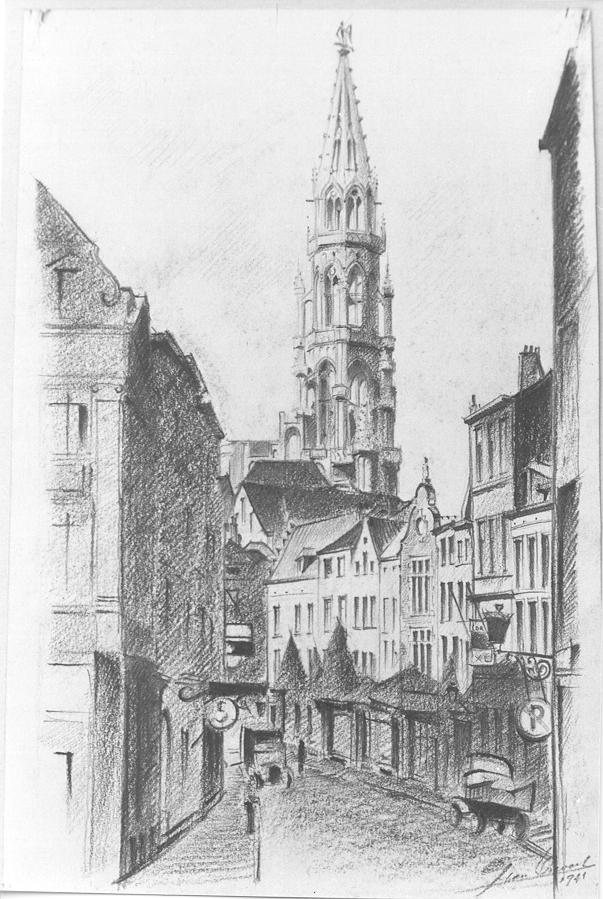
La flèche de l'Hôtel de ville de Bruxelles, vue du Marché au Fromage, dessin de Léon van Dievoet, 1941.